# Harpinna
Segons la mitologia grega, Harpinna (grec antic: Ἅρπιννα) va ser una nimfa, filla del déu-riu Asop. La seva mare era Mètope. Era germana d'Egina.
Va ser estimada per Ares, i amb ell va engendrar l'heroi Enòmau, que va néixer a la ciutat de Pisa, a l'Èlida. És l'epònima de la ciutat d'Hàrpina, que va fundar el seu fill.